# Bódottá
Az Bódottá a Honeybeast harmadik stúdióalbuma, ami 2015. november 13-án jelent meg a Gold Record gondozásában.

## Számlista
| #  | Cím                 | Dalszövegíró          | Zeneszerző            | Hossz |
| -- | ------------------- | --------------------- | --------------------- | ----- |
| 1  | Csakazértis         | Bencsik-Kovács Zoltán | Bencsik-Kovács Zoltán | 4:09  |
| 2  | Bódottá             | Bencsik-Kovács Zoltán | Bencsik-Kovács Zoltán | 3:32  |
| 3  | Ül!                 | Bencsik-Kovács Zoltán | Bencsik-Kovács Zoltán | 3:40  |
| 4  | Miért töröd magad?  | Bencsik-Kovács Zoltán | Bencsik-Kovács Zoltán | 3:36  |
| 5  | Kúszónövény         | Bencsik-Kovács Zoltán | Bencsik-Kovács Zoltán | 3:17  |
| 6  | Engedjük el         | Bencsik-Kovács Zoltán | Bencsik-Kovács Zoltán | 2:42  |
| 7  | Hetes               | Bencsik-Kovács Zoltán | Bencsik-Kovács Zoltán | 3:11  |
| 8  | Neked ez a szerelem | Bencsik-Kovács Zoltán | Bencsik-Kovács Zoltán | 2:36  |
| 9  | A szeretet él       | Bencsik-Kovács Zoltán | Bencsik-Kovács Zoltán | 3:28  |
| 10 | Bányászkórus        | Bencsik-Kovács Zoltán | Bencsik-Kovács Zoltán | 3:28  |
| 11 | Bud Spencer         | Bencsik-Kovács Zoltán | Bencsik-Kovács Zoltán | 3:28  |
| 12 | Apás                | Bencsik-Kovács Zoltán | Bencsik-Kovács Zoltán | 3:35  |
| 13 | Gravitáció          | Bencsik-Kovács Zoltán | Bencsik-Kovács Zoltán | 3:46  |
| 14 | Atomkemény          | Bencsik-Kovács Zoltán | Bencsik-Kovács Zoltán | 2:32  |

## Zenészek
Tarján Zsófia Rebeka – ének, vokálok

Bencsik-Kovács Zoltán – billentyűs hangszerek, gitárok, vokál, hangszerelés

Lázár Tibor – basszusgitár

Kovács Tamás – dobok

Tatár Árpád – gitárok

Kővágó Zsolt – billentyűs hangszerek

Fekete-Kovács Kornél – trombita

Ülkei Dávid – szaxofon

Papp Mátyás – harsona

Vígh István – próza, sátáni kacaj

Vári Gábor (Black Hole Sound) – mix, master

Schram Dávid – mix, master